# Mongtung
Mongtung és un subestat de l'estat shan de Hsipaw, que forma part dels estats Shan dins l'Estat Shan de Myanmar. La capital és Mongtung. És al sud-est de Hsipaw, i afronta amb el principat Mongkung.